# Zwarte Gatsche Kreek
De Zwarte Gatsche Kreek is een binnendijkse kreek die zich bevindt tussen Nieuwvliet-Bad en Nieuwesluis in de Nederlandse provincie Zeeland. De kreek komt uit bij de Groedse Duintjes.
Het is een restant van het in 1602 afgedamde Zwarte Gat, dat overbleef na inpolderingsactiviteiten in 1613.
Door middel van een uitwateringskanaal is de kreek verbonden met de Nieuwkerkse Kreek, terwijl het water van hieruit door een uitwateringskanaal verder geleid wordt naar het gemaal te Nieuwesluis.
Langs de rechteroever van de kreek ligt een natuurgebiedje. Dit is omstreeks 2010 nog uitgebreid met enkele ha op de linkeroever. Door dit natuurgebied is een fiets- en wandelpad aangelegd.